# لاري لوند
لاري لوند هو لاعب هوكي الجليد كندي، ولد في 9 أغسطس 1940 في بينتيكتون في كندا.

## وصلات خارجية
- لاري لوند على موقع HockeyDB.com (الإنجليزية)
- لاري لوند على موقع Hockey-Reference.com (الإنجليزية)